# Compétition féminine du pentathlon moderne aux Jeux olympiques d'été de 2020
Navigation
Rio de Janeiro 2016 Paris 2024
L'épreuve féminine du pentathlon moderne des Jeux olympiques d'été de 2020 se déroule les 5 et 6 août 2021.

## Médaillées
| Or                | Argent                   | Bronze               |
| Kate French (GBR) | Laura Asadauskaite (LTU) | Sarolta Kovacs (HUN) |

## Résultats
| Rang                                | Athlète               | Nation          | Escrime Victoires (pts+bonus) | Natation Temps (pts) | Équitation Temps (pts) | Combiné Temps (pts)  | Total |
| ----------------------------------- | --------------------- | --------------- | ----------------------------- | -------------------- | ---------------------- | -------------------- | ----- |
| Médaille d'or, Jeux olympiques      | Kate French           | Grande-Bretagne | 21 (220+1)                    | 2 min 10 s 18 (290)  | 86 s 26 (294)          | 12 min 00 s 34 (580) | 1 385 |
| Médaille d'argent, Jeux olympiques  | Laura Asadauskaitė    | Lituanie        | 17 (190+2)                    | 2 min 17 s 21 (276)  | 77 s 09 (300)          | 11 min 38 s 37 (602) | 1 370 |
| Médaille de bronze, Jeux olympiques | Sarolta Kovács        | Hongrie         | 21 (220+1)                    | 2 min 07 s 71 (295)  | 77 s 19 (293)          | 12 min 21 s 42 (559) | 1 368 |
| 4                                   | Alice Sotero          | Italie          | 21 (226+1)                    | 2 min 07 s 88 (295)  | 81 s 35 (285)          | 12 min 24 s 38 (556) | 1 363 |
| 5                                   | İlke Özyüksel         | Turquie         | 15 (184+1)                    | 2 min 15 s 89 (279)  | 79 s 40 (293)          | 11 min 47 s 64 (593) | 1 350 |
| 6                                   | Élodie Clouvel        | France          | 16 (196+0)                    | 2 min 07 s 51 (295)  | 74 s 08 (293)          | 12 min 17 s 78 (563) | 1 347 |
| 7                                   | Gintarė Venčkauskaitė | Lituanie        | 13 (172+1)                    | 2 min 18 s 37 (274)  | 72 s 74 (300)          | 11 min 44 s 37 (596) | 1 343 |
| 8                                   | Anastasiya Prokopenko | Biélorussie     | 18 (208+0)                    | 2 min 25 s 01 (260)  | 83 s 49 (283)          | 11 min 49 s 38 (591) | 1 342 |
| 9                                   | Uliana Batashova      | ROC             | 24 (238+1)                    | 2 min 11 s 14 (288)  | 77 s 61 (293)          | 12 min 59 s 27 (521) | 1 341 |
| 10                                  | Marie Oteiza          | France          | 20 (214+1)                    | 2 min 10 s 15 (290)  | 87 s 70 (293)          | 12 min 44 s 75 (536) | 1 334 |
| 11                                  | Kim Se-hee            | Corée du Sud    | 26 (244+2)                    | 2 min 16 s 36 (278)  | 76 s 09 (286)          | 13 min 00 s 70 (520) | 1 330 |
| 12                                  | Michelle Gulyás       | Hongrie         | 20 (220+0)                    | 2 min 07 s 48 (296)  | 103 s 90 (243)         | 12 min 14 s 76 (566) | 1 325 |
| 13                                  | Elena Potapenko       | Kazakhstan      | 22 (220+2)                    | 2 min 13 s 99 (283)  | 84 s 19 (289)          | 12 min 52 s 37 (528) | 1 322 |
| 14                                  | Joanna Muir           | Grande-Bretagne | 14 (178+1)                    | 2 min 14 s 52 (281)  | 78 s 81 (293)          | 12 min 15 s 13 (565) | 1 318 |
| 15                                  | Mayan Oliver          | Mexique         | 16 (196+0)                    | 2 min 24 s 16 (262)  | 76 s 62 (293)          | 12 min 21 s 48 (559) | 1 310 |
| 16                                  | Mariana Arceo         | Mexique         | 19 (180+4)                    | 2 min 16 s 65 (277)  | 70 s 61 (293)          | 12 min 32 s 16 (548) | 1 302 |
| 17                                  | Kim Sun-woo           | Corée du Sud    | 19 (214+0)                    | 2 min 12 s 87 (285)  | 82 s 26 (284)          | 13 min 07 s 80 (513) | 1 296 |
| 18                                  | Volha Silkina         | Biélorussie     | 22 (216+1)                    | 2 min 15 s 22 (280)  | 89 s 07 (274)          | 12 min 59 s 81 (521) | 1 292 |
| 19                                  | Haydy Morsy           | Égypte          | 21 (220+1)                    | 2 min 24 s 35 (262)  | 80 s 91 (293)          | 13 min 07 s 69 (513) | 1 289 |
| 20                                  | Anna Maliszewska      | Pologne         | 18 (208+0)                    | 2 min 17 s 23 (276)  | 112 s 27 (234)         | 12 min 15 s 07 (565) | 1 283 |
| 21                                  | Samantha Schultz      | États-Unis      | 10 (154+1)                    | 2 min 15 s 78 (279)  | 84 s 37 (289)          | 12 min 25 s 56 (555) | 1 278 |
| 22                                  | Zhang Xiaonan         | Chine           | 19 (204+0)                    | 2 min 21 s 44 (268)  | 76 s 22 (293)          | 13 min 10 s 16 (510) | 1 275 |
| 23                                  | Rena Shimazu          | Japon           | 14 (184+0)                    | 2 min 10 s 65 (289)  | 90 s 72 (252)          | 12 min 34 s 40 (546) | 1 271 |
| 24                                  | Natalya Coyle         | Irlande         | 24 (238+1)                    | 2 min 13 s 88 (283)  | 109 s 81 (234)         | 13 min 08 s 51 (512) | 1 268 |
| 25                                  | Zhang Mingyu          | Chine           | 19 (196+3)                    | 2 min 15 s 23 (280)  | 75 s 69 (286)          | 13 min 17 s 67 (503) | 1 268 |
| 26                                  | Leidis Moya           | Cuba            | 16 (190+1)                    | 2 min 17 s 96 (275)  | 89 s 20 (291)          | 13 min 16 s 65 (504) | 1 261 |
| 27                                  | Marina Carrier        | Australie       | 18 (208+0)                    | 2 min 17 s 35 (276)  | 84 s 73 (296)          | 13 min 43 s 86 (477) | 1 257 |
| 28                                  | Rebecca Langrehr      | Allemagne       | 21 (220+1)                    | 2 min 17 s 38 (276)  | 116 s 17 (220)         | 12 min 49 s 26 (531) | 1 248 |
| 29                                  | Amira Kandil          | Égypte          | 19 (198+1)                    | 2 min 15 s 14 (280)  | 99 s 78 (250)          | 13 min 28 s 34 (492) | 1 221 |
| 30                                  | Alise Fakhrutdinova   | Ouzbékistan     | 16 (196+0)                    | 2 min 16 s 45 (278)  | 117 s 93 (226)         | 13 min 55 s 66 (465) | 1 165 |
| 31                                  | Annika Schleu         | Allemagne       | 29 (274+0)                    | 2 min 16 s 99 (277)  | EL (0)                 | 12 min 43 s 20 (537) | 1 088 |
| 32                                  | Gulnaz Gubaydullina   | ROC             | 14 (184+0)                    | 2 min 07 s 31 (296)  | EL (0)                 | 12 min 07 s 58 (573) | 1 053 |
| 33                                  | Elena Micheli         | Italie          | 21 (202+6)                    | 2 min 09 s 22 (292)  | EL (0)                 | 12 min 31 s 91 (549) | 1 049 |
| 34                                  | Natsumi Takamiya      | Japon           | 15 (184+1)                    | 2 min 11 s 54 (287)  | EL (0)                 | 13 min 07 s 72 (513) | 985   |
| 35                                  | Marcela Cuaspud       | Équateur        | 4 (124+0)                     | 2 min 27 s 91 (255)  | EL (0)                 | 13 min 39 s 94 (481) | 860   |
| 36                                  | Maria Iêda Guimarães  | Brésil          | 14 (184+0)                    | 2 min 32 s 16 (246)  | EL (0)                 | EL (0)               | 430   |

## Records
Cette année, plusieurs records olympiques ont été battus !
| Nouveaux records olympiques durant les Jeux olympiques d'été 2020 | Nouveaux records olympiques durant les Jeux olympiques d'été 2020 | Nouveaux records olympiques durant les Jeux olympiques d'été 2020 |
| ----------------------------------------------------------------- | ----------------------------------------------------------------- | ----------------------------------------------------------------- |
| Natation                                                          | Gulnaz Gubaydullina (ROC)                                         | 2 min 7 s 31 (296 points)                                         |
| Escrime                                                           | Annika Schleu (GER)                                               | 29 victoires (274 points)                                         |
| Laser run                                                         | Laura Asadauskaitė (LTU)                                          | 11 min 38 s 37 (602 points)                                       |
| Total                                                             | Kate French (GBR)                                                 | 1 385 points                                                      |

## Annexe